# Cuneolinidae
Cuneolinidae es una familia de foraminíferos bentónicos de la superfamilia Ataxophragmioidea, del suborden Ataxophragmiina y del orden Loftusiida. Su rango cronoestratigráfico abarca desde el Anisiense (Triásico medio) hasta el Coniaciense (Cretácico superior).

## Discusión
Clasificaciones previas incluían Cuneolinidae en el suborden Textulariina del orden Textulariida o en el orden Lituolida.

## Clasificación
Cuneolinidae incluye a las siguientes subfamilias y géneros:
- Subfamilia Cuneolininae
  - Cuneolina †
  - Palaeolituonella †
  - Pseudotextulariella †
  - Vercorsella †
- Subfamilia Sabaudiinae
  - Sabaudia †
- Subfamilia Scythiolininae
  - Histerolina †
  - Scythiolina †

Otra subfamilia considerada en Cuneolinidae es:
- Subfamilia Akcayinae, propuesto como nombre sustituto de subfamilia Sabaudiinae
  - Akcaya †, propuesto como nombre sustituto de Sabaudia